# 阿利 (蒙大拿州)
阿利（英語：Arlee）是位於美國蒙大拿州萊克縣的普查規定居民點。

## 歷史
阿利的郵局自1885年營運至今。

## 人口
根據2020年美國人口普查的數據，阿利的面積為16.75平方千米，皆為陸地。當地共有人口720人，而人口密度為每平方千米42.99人。